# Edoardo Rixi
Edoardo Rixi, né le 8 juin 1974 à Gênes, est un homme politique italien, membre de la Ligue du Nord.
Il est député depuis mars 2018 et secrétaire d'État aux Infrastructures et à la Mobilité durable depuis octobre 2022.
Il est secrétaire d'État puis vice-ministre aux Infrastructures et aux Transports de 2018 à 2019.

## Biographie
En avril 2015, il a fait l'objet d'une enquête, avec d'autres conseillers, dans le cadre l'affaire « dépenses folles » de la région de Ligurie de 2010 à 2012 et mis en examen.
Pour cette affaire il est condamné à trois ans et cinq mois de prison pour détournement de fonds et contrefaçon par le tribunal de Gênes. La Cour a établi une interdiction perpétuelle d'exercer une fonction publique, mesure qui est suspendue si l'intéressé fait appel, et le juge a également ordonné la confiscation de 56 807 euros.